# I'LL BE (Mr.Childrenの曲)
『I'LL BE』（アイル・ビー）は、日本のバンド・Mr.Childrenによる17枚目のシングル。1999年5月12日にトイズファクトリーより発売された。

## 概要
前作から3か月ぶりに発売されたシングルで、7thアルバム『DISCOVERY』からのシングルカット。ジャケットは鈴木英哉の眼が使われている。アートディレクターは信藤三雄。
音楽番組やインターネット上などでシングルバージョンのタイトルが全文字大文字表記『I'LL BE』、アルバムバージョンのタイトルが先頭以外が小文字表記『I'll be』と表記されることがある。CDの裏ジャケット及び配信限定ベストアルバム『Mr.Children 1992-2002 Thanksgiving 25』には大文字表記されているが、歌詞及び公式ホームページには『I'll be』と表記されている。
Mr.Childrenが1990年代に発表した最後のシングルでもある。

## チャート成績
既に発売されていた『DISCOVERY』に収録されている「I'll be」とは曲調が全く違うもので、シングルカットだったこともありオリコンチャートでは『CROSS ROAD』でのブレイク以降最低となる初週約19万枚、累計売上30.1万枚と伸び悩んだ。自身がオリコン1位を獲得した90年代のシングルでは最も売上枚数が低い。

## 収録曲
| 全作詞・作曲: 桜井和寿、全編曲: 小林武史 & Mr.Children。 |               |          |            |      |
| #                                                        | タイトル      | 作詞     | 作曲・編曲 | 時間 |
| 1.                                                       | 「I'LL BE」   | 桜井和寿 | 桜井和寿   | 5:40 |
| 2.                                                       | 「Surrender」 | 桜井和寿 | 桜井和寿   | 3:42 |
| 合計時間:                                                | 合計時間:     | 9:22     |            |      |

## 楽曲解説
1. I'LL BE
  - ブリストル・マイヤーズ スクイブ『SEA BREEZE』CMソング。
  - 『DISCOVERY』に収録されている音源はスローテンポのアルバムバージョンによる「I'll be」で、シングルバージョンの本曲は2017年5月10日にリリースされた配信限定ベストアルバム『Mr.Children 1992-2002 Thanksgiving 25』にのみ収録されている。
  - 楽曲には複数のバージョンが存在しており、桜井和寿は「いつか未発表曲のみでアルバムを作れるなら全部入れたい」と語っている。制作時期はシングルバージョンの方が先で、活動休止後の復活シングルとして発売する予定もあったが最終的には『終わりなき旅』が採用された[2]。小林武史は「サビがポップで、スピード感のある曲を」とリクエストしていたという。
  - 桜井が友人であるサッカー選手の名波浩から「Mr.Childrenが好きで聴くんだけども、聴くと試合に負ける、調子悪い」と言われ[3]、「今までのような気持ちが内に籠る曲でなく、発散するイメージの曲を作ってみよう」として急遽作られた。また、名波が当時ジュビロ磐田からセリエAに移籍することもあって作られたという。
  - 歌詞に登場する「I'll be there」という言葉は、セリーヌ・ディオンが1998年にカバーしたビートルズの楽曲『ヒア・ゼア・アンド・エヴリホエア』の最後に含まれている歌詞で、その曲を桜井が偶然ラジオで聴いてヒントになったとのこと。桜井は「『I'll be there』ってすごく力を持った言葉なんだなと思った」と語っている[4]。
  - 歌い方はドイツで結成されたバンド・ヒートウェイブに影響を受けたらしく、レコーディング後の桜井は「この引き出しはたぶんヒートウェイブに影響を受けたものだな」と思ったとのこと[5]。
  - ミュージック・ビデオが存在し、2018年3月21日発売の『Mr.Children DOME & STADIUM TOUR 2017 Thanksgiving 25』に収録されている。監督は丹修一。また、ミュージック・ビデオの一部には1999年2月3日に赤坂BLITZ開催されたライブ映像[注 1]が使用されている[6]。
  - 後に開催されたファンクラブ限定ツアー『Mr.Children FATHER&MOTHER 21周年ファンクラブツアー』の直前に行われた「会員が最もライブで聴きたい曲」では2位に選ばれた[7]。
2. Surrender
  - 失恋を歌った楽曲で、歌詞の一部は「I Surrender」と「愛されんだ」をかけている。アルバム『Q』に収録されたが、冒頭に鈴木のカウントが追加されている。
  - 『深海』の制作後に作られた。桜井は「『深海』が終わって休みが1年ありました、この1年どうしようかって考えたときに、今やることが思い浮かばないから、とりあえず曲でも書きとめておいたらあとあと楽なんじゃないかということで（笑）」と語っている。
  - 東京都渋谷区のビクタースタジオでレコーディングされた[8]。

## テレビ出演
| 番組名                 | 日付          | 放送局  | 演奏曲  |
| ---------------------- | ------------- | ------- | ------- |
| ミュージック・カクテル | 2002年5月23日 | NHK総合 | I'LL BE |

## ライブ映像作品
Surrender
| 作品名                                         |
| ---------------------------------------------- |
| Mr.Children Concert Tour Q 2000-2001           |
| Mr.Children / Split The Difference             |
| Mr.Children［(an imitation) blood orange］Tour |

## 収録アルバム
- 『DISCOVERY』（#1、アルバムバージョン）
- 『Q』 (#2)
- 『Mr.Children 1992-2002 Thanksgiving 25』（#1、シングルバージョン）